# Tour de l'Ain 2021
La 33.ª edición de la competición ciclista Tour de l'Ain fue una carrera de ciclismo en ruta por etapas que se celebró entre el 29 al 31 de julio de 2021 en Francia, con inicio en Parc des oiseaux y final en el alto del Lélex sobre un recorrido de 400,61 kilómetros.
La carrera formó parte del UCI Europe Tour 2021, calendario ciclístico de los Circuitos Continentales UCI, dentro de la categoría 2.1 y fue ganada por el australiano Michael Storer del DSM. Completaron el podio, como segundo y tercer clasificado respectivamente, el belga Harm Vanhoucke del Lotto Soudal y el suizo Matteo Badilatti del Groupama-FDJ.

## Equipos participantes
Tomaron parte en la carrera 21 equipos de los cuales 8 fueron equipos de categoría UCI WorldTeam, 8 de categoría UCI ProTeam, 3 de categoría Continental y 2 selecciones nacionales, quienes formaron un pelotón de 125 ciclistas de los que terminaron 104. Los equipos participantes fueron:
| WorldTeams (8)- AG2R Citroën Team - Cofidis - Deceuninck-Quick Step - Team DSM - Groupama-FDJ - Lotto Soudal - Trek-Segafredo - Intermarché-Wanty-Gobert Matériaux ProTeams (8)- Alpecin-Fenix - Arkéa-Samsic - B&B Hotels p/b KTM - Caja Rural-Seguros RGA - Delko - Gazprom-RusVelo - Eolo-Kometa - TotalEnergies Equipos continentales (3)- Hagens Berman Axeon - Saint Michel-Auber 93 - Xelliss-Roubaix Lille Métropole Equipos nacionales (2)- Alemania sub-23 - Francia |
| |

## Recorrido
| Etapa     | Fecha     | Recorrido                          | type                   | Distancia (km) | Desnivel (m) | Ganador          | Líder            |
| --------- | --------- | ---------------------------------- | ---------------------- | -------------- | ------------ | ---------------- | ---------------- |
| 1.ª etapa | 29 de jul | Parc des oiseaux – Bourg-en-Bresse | etapa llana            | 139,27         | 905 m        | Álvaro Hodeg     | Álvaro Hodeg     |
| 2.ª etapa | 30 de jul | Lagnieu – Saint-Vulbas             | etapa de media montaña | 137,33         | 2099 m       | Georg Zimmermann | Georg Zimmermann |
| 3.ª etapa | 31 de jul | Izernore – Lélex                   | etapa de media montaña | 124,01         | 2937 m       | Michael Storer   | Michael Storer   |

## Desarrollo de la carrera

### 1.ª etapa
| Parc des oiseaux - Bourg-en-Bresse | etapa llana | (139,27 km) |

| \| Clasificación de la etapa \| Clasificación de la etapa \| Clasificación de la etapa \| Clasificación de la etapa \| Clasificación de la etapa \| \| Ciclista \| Ciclista \| Equipo \| Tiempo \| \| \| ------------------------- \| ------------------------- \| ---------------------------------- \| ------------------------- \| ------------------------- \| \| 1.º \| Álvaro Hodeg \| Deceuninck-Quick Step \| 3 h 04 min 57 s \| \| \| 2.º \| Nacer Bouhanni \| Arkéa-Samsic \| + 0 s \| \| \| 3.º \| Bryan Coquard \| B&B Hotels p/b KTM \| + 0 s \| \| \| 4.º \| Niccolò Bonifazio \| TotalEnergies \| + 0 s \| \| \| 5.º \| Jason Tesson \| Saint Michel-Auber 93 \| + 0 s \| \| \| 6.º \| Riccardo Minali \| Intermarché-Wanty-Gobert Matériaux \| + 0 s \| \| \| 7.º \| Florian Vermeersch \| Lotto-Soudal \| + 0 s \| \| \| 8.º \| Emmanuel Morin \| Cofidis \| + 0 s \| \| \| 9.º \| Clément Venturini \| AG2R Citroën Team \| + 0 s \| \| \| 10.º \| Dries De Bondt \| Alpecin-Fenix \| + 0 s \| \| |                    |                                    |                 |
| |                    |                                    |                 |
| Fuentes: ProCyclingStats Cycling Archives |                    |                                    |                 |
| Clasificación de la etapa |                    |                                    |                 |
| Ciclista | Ciclista           | Equipo                             | Tiempo          |
| 1.º | Álvaro Hodeg       | Deceuninck-Quick Step              | 3 h 04 min 57 s |
| 2.º | Nacer Bouhanni     | Arkéa-Samsic                       | + 0 s           |
| 3.º | Bryan Coquard      | B&B Hotels p/b KTM                 | + 0 s           |
| 4.º | Niccolò Bonifazio  | TotalEnergies                      | + 0 s           |
| 5.º | Jason Tesson       | Saint Michel-Auber 93              | + 0 s           |
| 6.º | Riccardo Minali    | Intermarché-Wanty-Gobert Matériaux | + 0 s           |
| 7.º | Florian Vermeersch | Lotto-Soudal                       | + 0 s           |
| 8.º | Emmanuel Morin     | Cofidis                            | + 0 s           |
| 9.º | Clément Venturini  | AG2R Citroën Team                  | + 0 s           |
| 10.º | Dries De Bondt     | Alpecin-Fenix                      | + 0 s           |

| \| Clasificación general \| Clasificación general \| Clasificación general \| Clasificación general \| Clasificación general \| \| Ciclista \| Ciclista \| Equipo \| Tiempo \| \| \| --------------------- \| --------------------- \| ---------------------------------- \| --------------------- \| --------------------- \| \| 1.º \| Álvaro Hodeg \| Deceuninck-Quick Step \| 3 h 04 min 47 s \| \| \| 2.º \| Nacer Bouhanni \| Arkéa-Samsic \| + 4 s \| \| \| 3.º \| Bryan Coquard \| B&B Hotels p/b KTM \| + 6 s \| \| \| 4.º \| Niccolò Bonifazio \| TotalEnergies \| + 10 s \| \| \| 5.º \| Jason Tesson \| Saint Michel-Auber 93 \| + 10 s \| \| \| 6.º \| Riccardo Minali \| Intermarché-Wanty-Gobert Matériaux \| + 10 s \| \| \| 7.º \| Florian Vermeersch \| Lotto-Soudal \| + 10 s \| \| \| 8.º \| Emmanuel Morin \| Cofidis \| + 10 s \| \| \| 9.º \| Clément Venturini \| AG2R Citroën Team \| + 10 s \| \| \| 10.º \| Dries De Bondt \| Alpecin-Fenix \| + 10 s \| \| |                    |                                    |                 |
| |                    |                                    |                 |
| Fuentes: ProCyclingStats Cycling Archives |                    |                                    |                 |
| Clasificación general |                    |                                    |                 |
| Ciclista | Ciclista           | Equipo                             | Tiempo          |
| 1.º | Álvaro Hodeg       | Deceuninck-Quick Step              | 3 h 04 min 47 s |
| 2.º | Nacer Bouhanni     | Arkéa-Samsic                       | + 4 s           |
| 3.º | Bryan Coquard      | B&B Hotels p/b KTM                 | + 6 s           |
| 4.º | Niccolò Bonifazio  | TotalEnergies                      | + 10 s          |
| 5.º | Jason Tesson       | Saint Michel-Auber 93              | + 10 s          |
| 6.º | Riccardo Minali    | Intermarché-Wanty-Gobert Matériaux | + 10 s          |
| 7.º | Florian Vermeersch | Lotto-Soudal                       | + 10 s          |
| 8.º | Emmanuel Morin     | Cofidis                            | + 10 s          |
| 9.º | Clément Venturini  | AG2R Citroën Team                  | + 10 s          |
| 10.º | Dries De Bondt     | Alpecin-Fenix                      | + 10 s          |

### 2.ª etapa
| Lagnieu - Saint-Vulbas | etapa de media montaña | (137,33 km) |

| \| Clasificación de la etapa \| Clasificación de la etapa \| Clasificación de la etapa \| Clasificación de la etapa \| Clasificación de la etapa \| \| Ciclista \| Ciclista \| Equipo \| Tiempo \| \| \| ------------------------- \| ------------------------- \| ---------------------------------- \| ------------------------- \| ------------------------- \| \| 1.º \| Georg Zimmermann \| Intermarché-Wanty-Gobert Matériaux \| 3 h 05 min 42 s \| \| \| 2.º \| Michael Storer \| Team DSM \| + 0 s \| \| \| 3.º \| Harm Vanhoucke \| Lotto-Soudal \| + 0 s \| \| \| 4.º \| Rémy Rochas \| Cofidis \| + 0 s \| \| \| 5.º \| Matteo Badilatti \| Groupama-FDJ \| + 0 s \| \| \| 6.º \| Georg Steinhauser \| Alemania sub-23 \| + 0 s \| \| \| 7.º \| José Manuel Díaz Gallego \| Delko \| + 18 s \| \| \| 8.º \| Aurélien Paret-Peintre \| AG2R Citroën Team \| + 22 s \| \| \| 9.º \| Quinn Simmons \| Trek-Segafredo \| + 22 s \| \| \| 10.º \| Pierre Latour \| TotalEnergies \| + 22 s \| \| |                          |                                    |                 |
| |                          |                                    |                 |
| Fuentes: ProCyclingStats Cycling Archives |                          |                                    |                 |
| Clasificación de la etapa |                          |                                    |                 |
| Ciclista | Ciclista                 | Equipo                             | Tiempo          |
| 1.º | Georg Zimmermann         | Intermarché-Wanty-Gobert Matériaux | 3 h 05 min 42 s |
| 2.º | Michael Storer           | Team DSM                           | + 0 s           |
| 3.º | Harm Vanhoucke           | Lotto-Soudal                       | + 0 s           |
| 4.º | Rémy Rochas              | Cofidis                            | + 0 s           |
| 5.º | Matteo Badilatti         | Groupama-FDJ                       | + 0 s           |
| 6.º | Georg Steinhauser        | Alemania sub-23                    | + 0 s           |
| 7.º | José Manuel Díaz Gallego | Delko                              | + 18 s          |
| 8.º | Aurélien Paret-Peintre   | AG2R Citroën Team                  | + 22 s          |
| 9.º | Quinn Simmons            | Trek-Segafredo                     | + 22 s          |
| 10.º | Pierre Latour            | TotalEnergies                      | + 22 s          |

| \| Clasificación general \| Clasificación general \| Clasificación general \| Clasificación general \| Clasificación general \| \| Ciclista \| Ciclista \| Equipo \| Tiempo \| \| \| --------------------- \| ------------------------ \| ---------------------------------- \| --------------------- \| --------------------- \| \| 1.º \| Georg Zimmermann \| Intermarché-Wanty-Gobert Matériaux \| 6 h 10 min 29 s \| \| \| 2.º \| Michael Storer \| Team DSM \| + 4 s \| \| \| 3.º \| Harm Vanhoucke \| Lotto-Soudal \| + 6 s \| \| \| 4.º \| Rémy Rochas \| Cofidis \| + 10 s \| \| \| 5.º \| Georg Steinhauser \| Alemania sub-23 \| + 10 s \| \| \| 6.º \| Matteo Badilatti \| Groupama-FDJ \| + 10 s \| \| \| 7.º \| José Manuel Díaz Gallego \| Delko \| + 28 s \| \| \| 8.º \| Aurélien Paret-Peintre \| AG2R Citroën Team \| + 32 s \| \| \| 9.º \| Pierre Latour \| TotalEnergies \| + 32 s \| \| \| 10.º \| Clément Champoussin \| AG2R Citroën Team \| + 32 s \| \| |                          |                                    |                 |
| |                          |                                    |                 |
| Fuentes: ProCyclingStats Cycling Archives |                          |                                    |                 |
| Clasificación general |                          |                                    |                 |
| Ciclista | Ciclista                 | Equipo                             | Tiempo          |
| 1.º | Georg Zimmermann         | Intermarché-Wanty-Gobert Matériaux | 6 h 10 min 29 s |
| 2.º | Michael Storer           | Team DSM                           | + 4 s           |
| 3.º | Harm Vanhoucke           | Lotto-Soudal                       | + 6 s           |
| 4.º | Rémy Rochas              | Cofidis                            | + 10 s          |
| 5.º | Georg Steinhauser        | Alemania sub-23                    | + 10 s          |
| 6.º | Matteo Badilatti         | Groupama-FDJ                       | + 10 s          |
| 7.º | José Manuel Díaz Gallego | Delko                              | + 28 s          |
| 8.º | Aurélien Paret-Peintre   | AG2R Citroën Team                  | + 32 s          |
| 9.º | Pierre Latour            | TotalEnergies                      | + 32 s          |
| 10.º | Clément Champoussin      | AG2R Citroën Team                  | + 32 s          |

### 3.ª etapa
| Izernore - Lélex | etapa de media montaña | (124,01 km) |

| \| Clasificación de la etapa \| Clasificación de la etapa \| Clasificación de la etapa \| Clasificación de la etapa \| Clasificación de la etapa \| \| Ciclista \| Ciclista \| Equipo \| Tiempo \| \| \| ------------------------- \| ------------------------- \| ------------------------- \| ------------------------- \| ------------------------- \| \| 1.º \| Michael Storer \| Team DSM \| 3 h 02 min 46 s \| \| \| 2.º \| Andrea Bagioli \| Deceuninck-Quick Step \| + 43 s \| \| \| 3.º \| Mattias Skjelmose \| Trek-Segafredo \| + 43 s \| \| \| 4.º \| Harm Vanhoucke \| Lotto-Soudal \| + 43 s \| \| \| 5.º \| Matteo Badilatti \| Groupama-FDJ \| + 45 s \| \| \| 6.º \| Clément Champoussin \| AG2R Citroën Team \| + 45 s \| \| \| 7.º \| Maxime Bouet \| Arkéa-Samsic \| + 1 min 23 s \| \| \| 8.º \| Olivier Le Gac \| Groupama-FDJ \| + 1 min 23 s \| \| \| 9.º \| Dmitri Strajov \| Gazprom-RusVelo \| + 1 min 23 s \| \| \| 10.º \| Andreas Kron \| Lotto-Soudal \| + 1 min 23 s \| \| |                     |                       |                 |
| |                     |                       |                 |
| Fuentes: ProCyclingStats Cycling Archives |                     |                       |                 |
| Clasificación de la etapa |                     |                       |                 |
| Ciclista | Ciclista            | Equipo                | Tiempo          |
| 1.º | Michael Storer      | Team DSM              | 3 h 02 min 46 s |
| 2.º | Andrea Bagioli      | Deceuninck-Quick Step | + 43 s          |
| 3.º | Mattias Skjelmose   | Trek-Segafredo        | + 43 s          |
| 4.º | Harm Vanhoucke      | Lotto-Soudal          | + 43 s          |
| 5.º | Matteo Badilatti    | Groupama-FDJ          | + 45 s          |
| 6.º | Clément Champoussin | AG2R Citroën Team     | + 45 s          |
| 7.º | Maxime Bouet        | Arkéa-Samsic          | + 1 min 23 s    |
| 8.º | Olivier Le Gac      | Groupama-FDJ          | + 1 min 23 s    |
| 9.º | Dmitri Strajov      | Gazprom-RusVelo       | + 1 min 23 s    |
| 10.º | Andreas Kron        | Lotto-Soudal          | + 1 min 23 s    |

## Clasificaciones finales
Las clasificaciones finalizaron de la siguiente forma:

### Clasificación general
| \| Clasificación general \| Clasificación general \| Clasificación general \| Clasificación general \| Clasificación general \| \| Ciclista \| Ciclista \| Equipo \| Tiempo \| \| \| --------------------- \| ------------------------ \| ---------------------------------- \| --------------------- \| --------------------- \| \| 1.º \| Michael Storer \| Team DSM \| 9 h 00 min 35 s \| \| \| 2.º \| Harm Vanhoucke \| Lotto-Soudal \| + 55 s \| \| \| 3.º \| Matteo Badilatti \| Groupama-FDJ \| + 1 min 01 s \| \| \| 4.º \| Andrea Bagioli \| Deceuninck-Quick Step \| + 1 min 15 s \| \| \| 5.º \| Mattias Skjelmose \| Trek-Segafredo \| + 1 min 17 s \| \| \| 6.º \| Clément Champoussin \| AG2R Citroën Team \| + 1 min 23 s \| \| \| 7.º \| Georg Zimmermann \| Intermarché-Wanty-Gobert Matériaux \| + 1 min 29 s \| \| \| 8.º \| Rémy Rochas \| Cofidis \| + 1 min 39 s \| \| \| 9.º \| Georg Steinhauser \| Alemania sub-23 \| + 1 min 46 s \| \| \| 10.º \| José Manuel Díaz Gallego \| Delko \| + 1 min 57 s \| \| |                          |                                    |                 |
| |                          |                                    |                 |
| Fuentes: ProCyclingStats Cycling Archives |                          |                                    |                 |
| Clasificación general |                          |                                    |                 |
| Ciclista | Ciclista                 | Equipo                             | Tiempo          |
| 1.º | Michael Storer           | Team DSM                           | 9 h 00 min 35 s |
| 2.º | Harm Vanhoucke           | Lotto-Soudal                       | + 55 s          |
| 3.º | Matteo Badilatti         | Groupama-FDJ                       | + 1 min 01 s    |
| 4.º | Andrea Bagioli           | Deceuninck-Quick Step              | + 1 min 15 s    |
| 5.º | Mattias Skjelmose        | Trek-Segafredo                     | + 1 min 17 s    |
| 6.º | Clément Champoussin      | AG2R Citroën Team                  | + 1 min 23 s    |
| 7.º | Georg Zimmermann         | Intermarché-Wanty-Gobert Matériaux | + 1 min 29 s    |
| 8.º | Rémy Rochas              | Cofidis                            | + 1 min 39 s    |
| 9.º | Georg Steinhauser        | Alemania sub-23                    | + 1 min 46 s    |
| 10.º | José Manuel Díaz Gallego | Delko                              | + 1 min 57 s    |

### Clasificación de la montaña
| Clasificación de la montaña | Clasificación de la montaña | Clasificación de la montaña | Clasificación de la montaña | Clasificación de la montaña |
| Ciclista                    | Ciclista                    | Equipo                      | Puntos                      |                             |
| --------------------------- | --------------------------- | --------------------------- | --------------------------- | --------------------------- |
| 1.º                         | Michael Storer              | Team DSM                    | 20 pts                      |                             |
| 2.º                         | Sylvain Moniquet            | Lotto-Soudal                | 15 pts                      |                             |
| 3.º                         | Simon Guglielmi             | Groupama-FDJ                | 13 pts                      |                             |
| 4.º                         | Clément Champoussin         | AG2R Citroën Team           | 12 pts                      |                             |
| 5.º                         | Sebastian Schönberger       | B&B Hotels p/b KTM          | 10 pts                      |                             |
| 6.º                         | Matteo Badilatti            | Groupama-FDJ                | 10 pts                      |                             |
| 7.º                         | Rémy Rochas                 | Cofidis                     | 8 pts                       |                             |
| 8.º                         | Carmelo Urbano              | Caja Rural-Seguros RGA      | 8 pts                       |                             |
| 9.º                         | Quentin Pacher              | B&B Hotels p/b KTM          | 8 pts                       |                             |
| 10.º                        | Victor Lafay                | Cofidis                     | 8 pts                       |                             |

### Clasificación de los puntos
| Clasificación por puntos | Clasificación por puntos | Clasificación por puntos           | Clasificación por puntos | Clasificación por puntos |
| Ciclista                 | Ciclista                 | Equipo                             | Puntos                   |                          |
| ------------------------ | ------------------------ | ---------------------------------- | ------------------------ | ------------------------ |
| 1.º                      | Michael Storer           | Team DSM                           | 45 pts                   |                          |
| 2.º                      | Harm Vanhoucke           | Lotto-Soudal                       | 30 pts                   |                          |
| 3.º                      | Georg Zimmermann         | Intermarché-Wanty-Gobert Matériaux | 25 pts                   |                          |
| 4.º                      | Álvaro Hodeg             | Deceuninck-Quick Step              | 25 pts                   |                          |
| 5.º                      | Matteo Badilatti         | Groupama-FDJ                       | 24 pts                   |                          |
| 6.º                      | Andrea Bagioli           | Deceuninck-Quick Step              | 20 pts                   |                          |
| 7.º                      | Mattias Skjelmose        | Trek-Segafredo                     | 16 pts                   |                          |
| 8.º                      | Bryan Coquard            | B&B Hotels p/b KTM                 | 16 pts                   |                          |
| 9.º                      | Rémy Rochas              | Cofidis                            | 14 pts                   |                          |
| 10.º                     | José Manuel Díaz Gallego | Delko                              | 12 pts                   |                          |

### Clasificación de los jóvenes
| Clasificación del mejor joven | Clasificación del mejor joven | Clasificación del mejor joven | Clasificación del mejor joven | Clasificación del mejor joven |
| Ciclista                      | Ciclista                      | Equipo                        | Tiempo                        |                               |
| ----------------------------- | ----------------------------- | ----------------------------- | ----------------------------- | ----------------------------- |
| 1.º                           | Andrea Bagioli                | Deceuninck-Quick Step         | 9 h 01 min 02 s               |                               |
| 2.º                           | Mattias Skjelmose             | Trek-Segafredo                | + 2 s                         |                               |
| 3.º                           | Clément Champoussin           | AG2R Citroën Team             | + 8 s                         |                               |
| 4.º                           | Georg Steinhauser             | Alemania sub-23               | + 31 s                        |                               |
| 5.º                           | Andreas Kron                  | Lotto-Soudal                  | + 46 s                        |                               |
| 6.º                           | Sean Quinn                    | Hagens Berman Axeon           | + 2 min 08 s                  |                               |
| 7.º                           | Maxime Chevalier              | B&B Hotels p/b KTM            | + 2 min 08 s                  |                               |
| 8.º                           | Jakob Geßner                  | Rad-net Rose Team             | + 2 min 08 s                  |                               |
| 9.º                           | Jhojan García                 | Caja Rural-Seguros RGA        | + 2 min 08 s                  |                               |
| 10.º                          | Michel Ries                   | Trek-Segafredo                | + 2 min 08 s                  |                               |

### Clasificación por equipos
| Clasificación por equipos | Clasificación por equipos | Clasificación por equipos | Clasificación por equipos |
| Equipo                    | Equipo                    | Tiempo                    |                           |
| ------------------------- | ------------------------- | ------------------------- | ------------------------- |
| 1.º                       | Lotto Soudal              | 27 h 44 min 28 s          |                           |
| 2.º                       | Groupama-FDJ              | + 2 s                     |                           |
| 3.º                       | Francia                   | + 9 min 02 s              |                           |
| 4.º                       | Alemania sub-23           | + 13 min 32 s             |                           |
| 5.º                       | B&B Hotels p/b KTM        | + 13 min 34 s             |                           |
| 6.º                       | Trek-Segafredo            | + 13 min 44 s             |                           |
| 7.º                       | AG2R Citroën Team         | + 13 min 58 s             |                           |
| 8.º                       | Gazprom-RusVelo           | + 15 min 06 s             |                           |
| 9.º                       | Arkéa-Samsic              | + 18 min 05 s             |                           |
| 10.º                      | Eolo-Kometa               | + 27 min 36 s             |                           |

## Evolución de las clasificaciones
| Etapa                   | Vencedor                | Clasificación general | Clasificación de la montaña | Clasificación de los puntos | Clasificación de los jóvenes | Clasificación por equipos |
| ----------------------- | ----------------------- | --------------------- | --------------------------- | --------------------------- | ---------------------------- | ------------------------- |
| 1.ª                     | Álvaro Hodeg            | Álvaro Hodeg          | Alexander Tarlton           | Álvaro Hodeg                | Jason Tesson                 | AG2R Citroën              |
| 2.ª                     | Georg Zimmermann        | Georg Zimmermann      | Sylvain Moniquet            | Georg Zimmermann            | Georg Steinhauser            | Lotto Soudal              |
| 3.ª                     | Michael Storer          | Michael Storer        | Michael Storer              | Michael Storer              | Andrea Bagioli               | Lotto Soudal              |
| Clasificaciones finales | Clasificaciones finales | Michael Storer        | Michael Storer              | Michael Storer              | Andrea Bagioli               | Lotto Soudal              |

## UCI World Ranking
El Tour de l'Ain otorgó puntos para el UCI World Ranking para corredores de los equipos en las categorías UCI WorldTeam, UCI ProTeam y Continental. Las siguientes tablas muestran el baremo de puntuación y los 10 corredores que obtuvieron más puntos:
| Posición              | 1.º | 2.º | 3.º | 4.º | 5.º | 6.º | 7.º | 8.º | 9.º | 10.º | 11.º | 12.º | 13.º-15.º | 16.º-25.º |
| Clasificación general | 125 | 85  | 70  | 60  | 50  | 40  | 35  | 30  | 25  | 20   | 15   | 10   | 5         | 3         |
| Por etapa             | 14  | 5   | 3   |     |     |     |     |     |     |      |      |      |           |           |
| Líder                 | 3   |     |     |     |     |     |     |     |     |      |      |      |           |           |

| Clasificación |                          |                                    |         |       |       |       |
| Posición      | Ciclista                 | Equipo                             | General | Etapa | Líder | Total |
| ------------- | ------------------------ | ---------------------------------- | ------- | ----- | ----- | ----- |
| 1.º           | Michael Storer           | DSM                                | 125     | 19    | -     | 144   |
| 2.º           | Harm Vanhoucke           | Lotto Soudal                       | 85      | 3     | -     | 88    |
| 3.º           | Matteo Badilatti         | Groupama-FDJ                       | 70      | -     | -     | 70    |
| 4.º           | Andrea Bagioli           | Deceuninck-Quick Step              | 60      | 5     | -     | 65    |
| 5.º           | Mattias Skjelmose Jensen | Trek-Segafredo                     | 50      | 3     | -     | 53    |
| 6.º           | Georg Zimmermann         | Intermarché-Wanty-Gobert Matériaux | 35      | 14    | 3     | 52    |
| 7.º           | Clément Champoussin      | AG2R Citroën                       | 40      | -     | -     | 40    |
| 8.º           | Rémy Rochas              | Cofidis, Solutions Crédits         | 30      | -     | -     | 30    |
| 9.º           | Georg Steinhauser        | Selección de Alemania              | 25      | -     | -     | 25    |
| 10.º          | José Manuel Díaz         | Delko                              | 20      | -     | -     | 20    |